# Renesans (album)
Renesans – piąty album studyjny polskiego zespołu hip-hopowego Pokahontaz. Wydawnictwo ukazało się 28 czerwca 2019 roku nakładem wytwórni muzycznej MaxFloRec. Za produkcję całości odpowiada Magiera. Wśród gości na płycie znaleźli się: AbradAb, donGURALesko, Cheeba, Vito Bambino, Minix & T. Bies, Kleszcz, Vixen, YoT, LotDrozda, Bober, Young Igi, Miły ATZ.

## Lista utworów
Opracowano na podstawie materiału źródłowego.
| Nr  | Tytuł utworu             | Uwagi                                      | Długość |
| --- | ------------------------ | ------------------------------------------ | ------- |
| 1.  | „Z innej bajki”          | -                                          |         |
| 2.  | „Średniowiecze”          | (gościnnie: donGURALesko)                  |         |
| 3.  | „Sojusz”                 | (gościnnie: Cheeba)                        |         |
| 4.  | „Diler liter”            | (gościnnie: Vito Bambino, Minix & T. Bies) |         |
| 5.  | „All inclusive”          | (gościnnie: Kleszcz)                       |         |
| 6.  | „Nie zawsze”             | (gościnnie: Vixen)                         |         |
| 7.  | „Letnie dzieci”          | (gościnnie: YoT)                           |         |
| 8.  | „Lepiej późno niż nigdy” | -                                          |         |
| 9.  | „Nie mów do mnie”        | -                                          |         |
| 10. | „Błędne koło”            | (gościnnie: LotDrozda)                     |         |
| 11. | „Burza mózgu”            | (gościnnie: Bober, Young Igi)              |         |
| 12. | „Renesans”               | -                                          |         |
| 13. | „Czarna dziura”          | (gościnnie: AbradAb, Miły ATZ)             |         |